# Lanxi
För andra betydelser, se Lanxi (olika betydelser).
Lanxi, även känd som Lanchi, är en stad på häradsnivå som lyder under Jinhuas stad på prefekturnivå i Zhejiang-provinsen i östra Kina. Den ligger omkring 120 kilometer sydväst om provinshuvudstaden Hangzhou.
Befolkningen uppgick till 607 196 invånare vid folkräkningen år 2000, varav 155 395 invånare bodde i huvudorten Lanjiang. Stadshäradet var år 2000 indelat i 12 köpingar (zhèn) samt 13 socknar (xiāng).